# Ottaviano
Pour la station de métro, voir Ottaviano - San Pietro - Musei Vaticani (métro de Rome).
Ottaviano est une commune italienne de la ville métropolitaine de Naples dans la région Campanie en Italie. 
Elle comptait 22 873 habitants le 31 juillet 2022.

## Administration
| Période                                  | Période | Identité | Étiquette | Qualité |
| ---------------------------------------- | ------- | -------- | --------- | ------- |
|                                          |         |          |           |         |
| Les données manquantes sont à compléter. |         |          |           |         |

### Hameaux
Furchi, San Gennarello, Zabatta

### Communes limitrophes
Boscotrecase, Ercolano, Nola, San Gennaro Vesuviano, San Giuseppe Vesuviano, Somma Vesuviana, Terzigno, Torre del Greco, Trecase